# Sd.Kfz. 8
Sd.Kfz. 8 — німецький напівгусеничний артилерійський тягач періоду Другої світової війни.
12-циліндровий, карбюраторний, рядний, рідинного охолодження, робочий об'єм 8520 см³,
потужність 136,1 кВт при 2600 об / хв .;
Питома потужність, кВт / т: 11,2;

## Історія створення
У 1932 році за радянським замовленням фірма «Даймлер-Бенц» розробила потужний 12-тонний напівгусеничний тягач, яким повинні були укомплектовуватися артилерійські частини Червоної Армії. Однак незабаром замовлення було анульовано. Проте напрацювання фірми зацікавили німецьких військових, які активно проводили курс на моторизацію німецької армії.
Поява цієї бойової машини була пов'язано з планами вторгнення вермахту до Франції. Готуючись до війни, німецькі військові розуміли, що для подолання «лінії Мажино» їм знадобиться надійний засіб ураження, здатний знищити вогневі точки французів, вкриті в бункерах із залізобетонними стінами великої товщини. Ретельний аналіз характеристик гармат, що були на озброєнні вермахту, показав, що найбільш придатною артилерійською установкою великої точності і потужності була 88-мм зенітна гармата FlaK 18. Її бронебійний снаряд важив 9,4 кг, мав початкову швидкість 795 м / с і вражав ціль на відстані до 15 км. Але велика вага — понад 7 т — дозволяла висувати гармату на вогневу позицію лише за допомогою тягача, і на відкритій місцевості стрільба прямою наводкою ставала смертельно небезпечною для обслуги гармати. Отже, гармату слід було зробити самохідною і бронювати. Однак танкового шасі, придатного для встановлення такої важкої гармати, у німців в той час не було. Зате було кілька типів добре відпрацьованих напівгусеничних тягачів, що вже вироблялися серійно. На один з них, 12-тонний Sd.Kfz 8, розроблений фірмою «Даймлер-Бенц» і впав вибір.
З 1934 по 1945 рік серійне виробництво 12-тонних тягачів здійснювали фірми «Даймлер-Бенц», «Крупп» і «Краус-Маффі». Всього за цей період ними було виготовлено 3450 напівгусеничних машин Sd.Kfz. 8.
Машина випускалася в чотирьох варіантах, які відрізнялися один від одного маркою і потужністю двигуна.

## Призначення. Застосування. Компоновка
Тягач Sd.Kfz. 8 використовувався в вермахті для буксирування важких гармат.
Базова модифікація Sd.Kfz. 8 була побудована за компонувальною схемою з переднім розташуванням двигуна і напівгусінною ходовою частиною. Відкритий зверху неброньований кузов кріпився на рамі шасі, виконаної з коробчастих балок, зварених зі сталевого кутникового профілю і посилених траверсами.
У відділенні управління ліворуч розташовувався водій тягача, праворуч від нього на широкому сидінні лавкового типу могли розміститися ще дві особи, включаючи командира машини. У розпорядженні водія були прилади контролю роботи двигуна (датчики температури, тиску оливи, тахометр, покажчик кількості палива), спідометр і контрольні індикатори електрообладнання.
Позаду кабіни водія, відокремленої від задньої частини кузова невисокою перегородкою, на двох сидіннях, розташованих поперек кузова, розміщувалася артилерійська обслуга в складі 9 осіб. Для захисту від опадів над кузовом і кабіною розвертався брезентовий тент.
У кормовій частині машини було вантажне відділення із двостулковими дверима в бортах і задній стінці кузова.
У моторному відсіку тягача останньої серійної моделі DBs10 був встановлений дванадцяти циліндровий карбюраторний рядний двигун рідинного охолодження «Майбах» HL 85 TUKRM з верхнім розташуванням клапанів і робочим об'ємом 8520 см³, який при 2600 об / хв розвивав потужність 136,1 кВт (185 к.с.). З двигуном взаємодіяла трансмісія, до складу якої входили: двохдискове сухе зчеплення з гідравлічним приводом, чотиришвидкісна планетарна коробка передач, яка забезпечувала рух вперед на чотирьох швидкостях і задній хід, демультиплікатор, подвійний диференціал, гідравлічні і пневматичні гальма. Для руху по пересіченій місцевості включалася спеціальна передача. Силова установка дозволяла тягачу з бойовою масою 12,15 т рухатися по дорогах з твердим покриттям з максимальною швидкістю 51 км / год. З повним паливним баком, що вміщав 250 літрів бензину, запас ходу становив 250 км.
До складу напівгусінної ходової частини тягача входили керований передній міст з поперечною на напівеліптичних листових ресорах, обладнаний колесами з пневматичними шинами низькопрофільними, розміром 11,25-20, і гусінний рушій з індивідуальною торсіонною підвіскою. Опорними були котки тільки з двох внутрішніх рядів. Зовнішній ряд котків сприймав навантаження лише при русі по бездоріжжю. Опорні котки штампувалися з листової сталі товщиною 8-12 мм ведучі колеса були литими. У ходовій частині застосовувалися дрібноланкові, одногребеневі, однопальцеві гусениці шириною 400 мм з амортизуючими гумовими вкладками.
Важкий напівгусеничний тягач послужив базою для створення самохідної артилерійської установки, на яку встановлювалася легендарна 88-мм зенітна гармата Flak 18 — модифікація Sd.Kfz 8 mil der 8.8-cm Flak 18.

## ТТХ

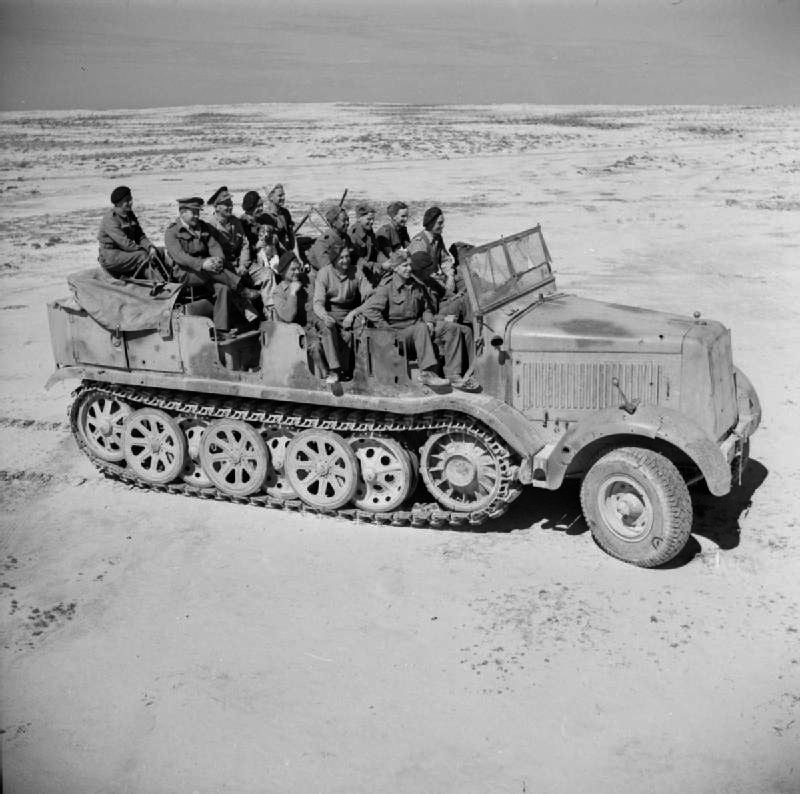
Захоплений британською армією тягач Sd.Kfz 8 в Північній Африці, 1943 рік

: Бойова маса, т: 12,15;
Вантажопідйомність, т: 2,55;
Тягове зусилля, т: 12,0;
Екіпаж, чол .: 9;
Габаритні розміри, мм:
довжина — 7350,
ширина — 2500,
висота — 2800,
дорожній просвіт — 400;
Двигун: «Майбах» HL 85 TUKRM,
12-циліндровий, карбюраторний, рядний, рідинного охолодження, робочий об'єм 8520 см³,
потужність 136,1 кВт при 2600 об / хв .;
Питома потужність, кВт / т: 11,2;
Максимальна швидкість, км / год: по шосе — 51;
Запас ходу, км: по шосе — 250;
Запас палива, л: 250.